# Atle Kvålsvoll
Atle Kvålsvoll (né le 10 avril 1962 à Trondheim, en Norvège) est un ancien coureur cycliste norvégien. Il est actuellement directeur sportif de l'équipe Sparebanken Sør.

## Biographie

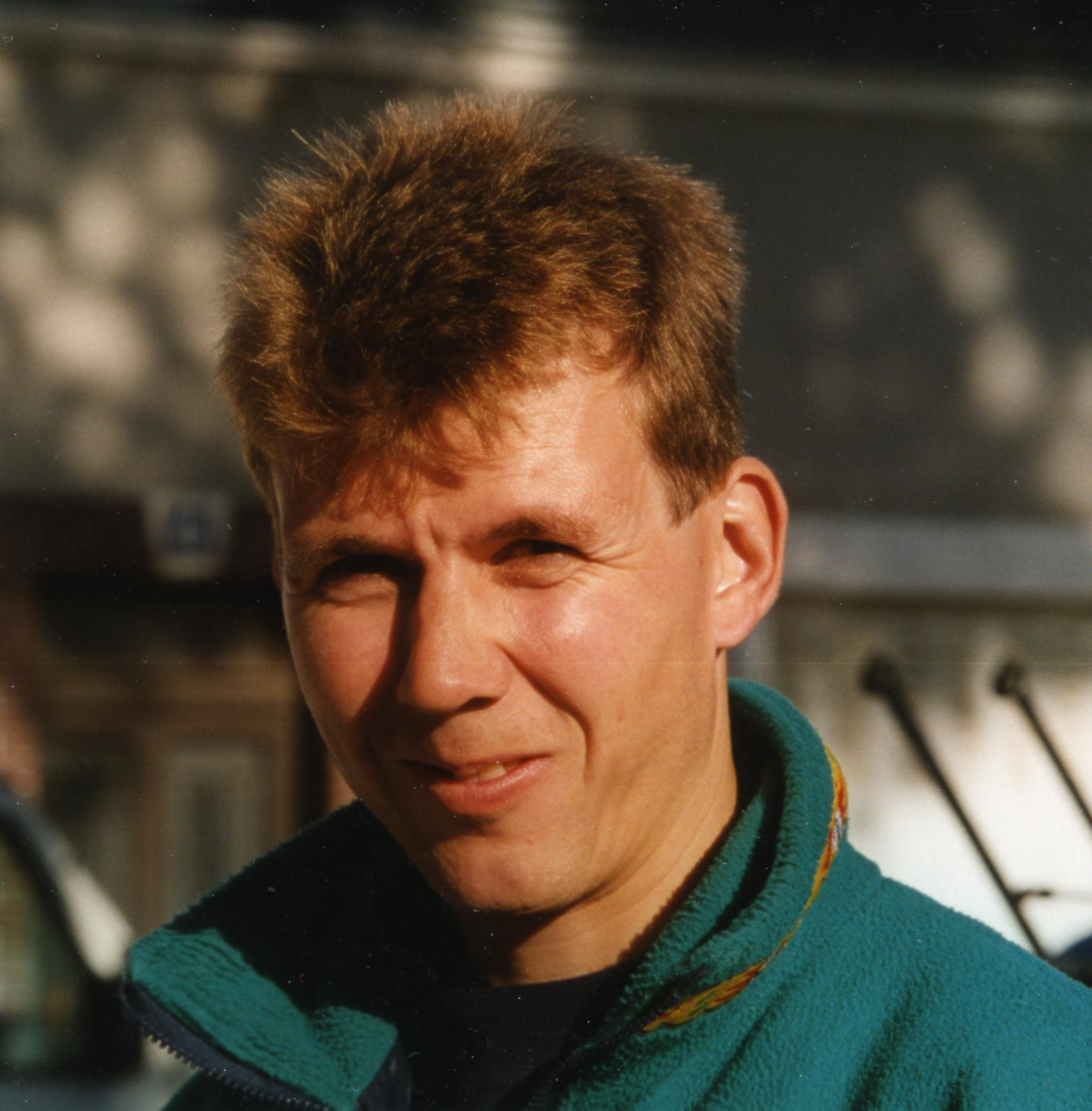
Atle Kvålsvoll lors de Paris-Roubaix espoirs 1996.

Atle Kvålsvoll devient professionnel en 1988 et le reste jusqu'en 1994. Il remporte cinq victoires au cours de sa carrière. 

## Palmarès

### Palmarès amateur
- 1983
  - 3e du Tour de Basse-Autriche
- 1984
  - 2e du Tour de Norvège
- 1985
  -  Champion de Norvège de poursuite par équipes (avec Olaf Lurvik, Terje Gjengaard et Terje Alstad)
  - 6e étape du Tour de Norvège
  - 3e du Tour de Suède
- 1986
  - 2e du Tour de l'Essonne
  - 3e du Tour de Rhénanie-Palatinat
- 1987
  - Champion des Pays nordiques du contre-la-montre par équipes (avec Olaf Lurvik, Morten Sæther et Kjetil Kristiansen)

### Palmarès professionnel
- 1988
  - 3e du Duo normand (avec Olaf Lurvik)
- 1989
  - Tour de Suède :
    - Classement général
    - 4e étape

  - 2e du Tour de Vendée
- 1990
  - Classement général du Tour du Vaucluse
  - 2e du Tour de Trump
  - 3e du championnat de Norvège sur route
  - 6e du Tour de Suisse
  - 9e de Paris-Nice
  - 10e de Liège-Bastogne-Liège
- 1991
  - Trophée des grimpeurs
  - 6e étape du Tour DuPont
  - 2e du Tour DuPont
  - 9e de Paris-Nice
- 1992
  - 6e étape du Tour DuPont
  - 2e du Tour DuPont
  - 6e de la Flèche wallonne
- 1993
  - 3e du Tour DuPont

## Résultats sur les grands tours

### Tour de France
6 participations
- 1988 : non-partant (16e étape)
- 1989 : 46e
- 1990 : 26e
- 1991 : non-partant (18e étape)
- 1992 : 49e
- 1994 : 79e

### Tour d'Italie
1 participation
- 1991 : 79e